# Chilenische Badmintonmeisterschaft 1997
Die Chilenische Badmintonmeisterschaft 1997 fand Anfang 1997 in Santiago statt. Es war die erste Austragung der nationalen Titelkämpfe im Badminton in Chile.

## Finalergebnisse
| Disziplin    | Gold                                      | Silber                                          |
| ------------ | ----------------------------------------- | ----------------------------------------------- |
| Herreneinzel | Mauricio Muñoz                            | Juan Sobarzo Chaparro                           |
| Dameneinzel  | Natalia Villegas                          | Monica Cordova Norambuena                       |
| Herrendoppel | Mauricio Muñoz Juan Sobarzo Chaparro      | Cellino Brown Hector Villegas Chavez            |
| Damendoppel  | Pamela Macaya Natalia Villegas            | Susana Salinas Gomez Carolina Maya Pena Y Lillo |
| Mixed        | Ricardo Muñoz Toledo Susana Salinas Gomez | Mauricio Muñoz Monica Cordova Norambuena        |